# Dongtiao Xi
Dongtiao Xi är ett vattendrag i Kina. Det ligger i provinsen Zhejiang, i den östra delen av landet, omkring 69 kilometer norr om provinshuvudstaden Hangzhou.
Genomsnittlig årsnederbörd är 1 675 millimeter. Den regnigaste månaden är juni, med i genomsnitt 253 mm nederbörd, och den torraste är november, med 62 mm nederbörd.